# Mamelodi Sundowns
 Mamelodi Sundowns Football Club ist ein Fußballverein aus Pretoria, der in der höchsten südafrikanischen Spielklasse, der Premier Soccer League, spielt. Mit fünfzehn Meistertiteln ist er der südafrikanische Rekordmeister seit Wiederaufnahme der Liga 1996. 2016 gewann er die CAF Champions League und 2023 die erste Austragung der African Football League.

## Geschichte
In den frühen 1960er Jahren gründeten einige junge Männer in Marabastad im Nordwesten Pretorias den Club, der 1970 offiziell als Verein eingetragen wurde. Seit 1972 gehört der Klub der Federation Professional Soccer League an. Diese höchste südafrikanische Spielklasse wurde 1978 zur National Professional Soccer League umgewandelt.
Als man 1984 die Rassentrennung im Sport aufhob, wurde die National Soccer League, die heute die Premier Soccer League organisiert, gegründet. Die Sundowns starteten in der zweiten Liga. Ein Jahr später gelang der Aufstieg und die Sundowns spielten von nun an in der Premier Soccer League.
Ende der 1980er Jahre kaufte die Standard Bank den Verein. Doch nur kurze Zeit später wechselte der Besitzer ein weiteres Mal und der Fußballklub ging in den Besitz der Twin Pharmaceutical Group über.
In der Saison 1997/98 gewannen die Sundowns das erste Mal die Premier Soccer League. Die beiden folgenden Spielzeiten gewannen sie ebenfalls. 2001 standen sie im Finale der CAF Champions League.
Im Jahr 2003 übernahm der südafrikanische Industrielle Patrice Motsepe 51 Prozent des Vereins. Drei Jahre später besaß er alle Anteile am Klub und benannte den Verein in Mamelodi Sundowns um.
Die Saisons 2005/06 und 2006/07 standen ebenfalls im Zeichen des Vereins. Der Klub gewann zwei weitere Meisterschaften in der PSL und ist somit seit Beginn der Premier Division in der Premier Soccer League 1996 mit fünf Titeln Rekordmeister.
2007 verfehlten sie das sogenannte Double zudem nur knapp, als sie im Finale des südafrikanischen Pokals Ajax Cape Town unterlagen.
In den folgenden Jahren konnte der Verein aber zunächst nicht an die Erfolge der beiden Meistertitel anknüpfen und landete auf den Rängen vier (2007/08) und neun (2008/09). Die darauffolgende Saison 2009/10 verlief mit Platz zwei allerdings wieder deutlich erfolgreicher. Die Saison 2010/11 endete mit Platz vier. Im Sommer 2011 übernahm der Vizeweltmeister von 1974 Johan Neeskens das Traineramt beim Erstligisten, um den Angriffsfußball wieder zu etablieren und so das Team zu Meisterschaft und Pokalsiegen zu führen. Nach zwölf Spieltagen der Folgesaison trennten sich die Wege von Verein und Neeskens; die Mannschaft lag zu dieser Zeit auf dem vorletzten Tabellenrang. Pitso Mosimane übernahm das Traineramt am 2. Dezember 2012.
Mit dem neuen Trainer begann eine sehr erfolgreiche Zeit für die Sundowns. Das Team gewann die nationalen Meistertitel in den Jahren 2014, 2016, 2018 und 2019. Die größten Erfolge waren jedoch der Gewinn der CAF Champions League 2016 und anschließend des CAF Super Cups 2017. Kurios war dabei das Zustandekommen des Champions League Titels. Nachdem Mamelodi eigentlich am AS Vita Club aus der DR Kongo gescheitert war und bereits im Confederation Cup gespielt hatte, durften sie wegen der Disqualifikation der Kongolesen wieder in der Gruppenphase antreten. Im Finale setzte man sich gegen den ägyptischen Vertreter Al Zamalek SC nach Hin- und Rückspiel durch.

## Stadion

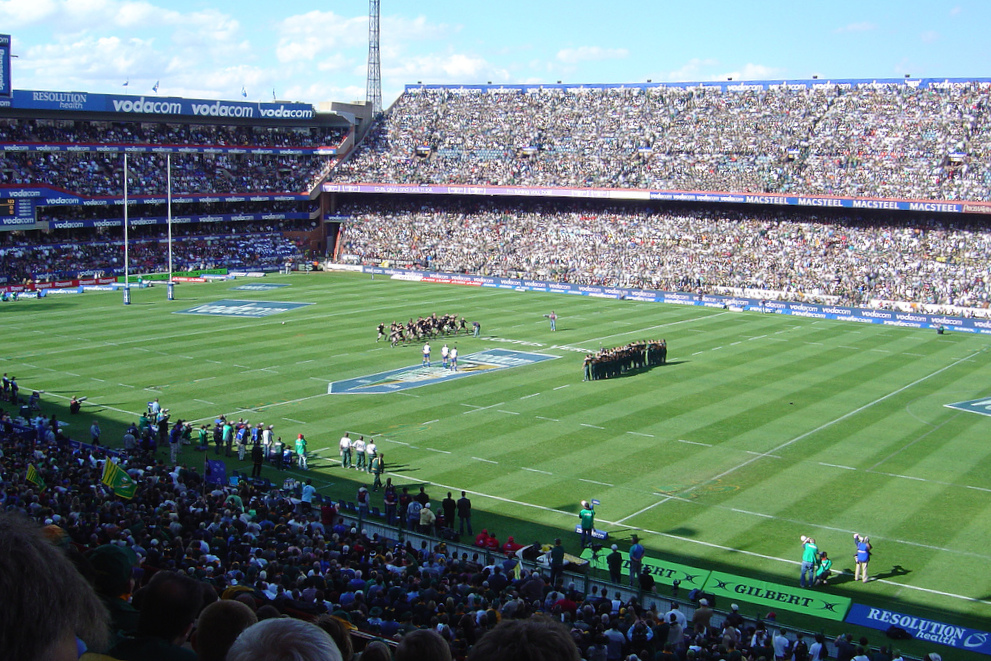
Das Loftus-Versfeld-Stadion

Die Mamelodi Sundowns tragen ihre Heimspiele unter anderem im Loftus-Versfeld-Stadion aus. Weitere Heimspiele finden im H.M. Pitje Stadion und im Super Stadium in den Stadtteilen Mamelodi und Atteridgeville statt.
Die Trainingsanlagen der Mamelodi Sundowns befinden sich in der Nähe der Geschäftsstelle in Midrand.

## Erfolge
- Sieger CAF Champions League: 2016
- Sieger CAF Super Cup: 2017
- Sieger African Football League: 2023
- Meister der Premier Soccer League: 1998, 1999, 2000, 2006, 2007, 2014, 2016, 2018, 2019, 2020, 2021, 2022, 2023, 2024, 2025
- Sieger Hage-Geingob-Cup der Namibia Football Association: 2014, 2015, 2016

- Sieger CAF Women’s Champions League: 2021

## Bekannte Trainer
- Ted Dumitru (1997–1999, 2001–2002)
- Christo Stoitschkow (2009–2010)
- Johan Neeskens (2011–2012)

## Torschützenkönige des Vereins in der Premier Soccer League
| Saison    | Spieler         | Tore |
| --------- | --------------- | ---- |
| 1999/2000 | Daniel Mudau    | 15   |
| 2000/01   | Daniel Mudau    | 15   |
| 2009/10   | Katlego Mphela  | 17   |
| 2017/18   | Percy Tau       | 11   |
| 2021/22   | Peter Shalulile | 23   |
| 2022/23   | Peter Shalulile | 12   |